# Вест Берк (Вермонт)
Вест Берк (енгл. West Burke) град је у америчкој савезној држави Вермонт.

## Демографија
По попису из 2010. године број становника је 343, што је 21 (-5,8%) становника мање него 2000. године.
| Група             | 2000.       | 2010.       |
| Белци             | 355 (97,5%) | 332 (96,8%) |
| Афроамериканци    | 0 (0,0%)    | 1 (0,3%)    |
| Азијати           | 0 (0,0%)    | 0 (0,0%)    |
| Хиспаноамериканци | 5 (1,4%)    | 5 (1,5%)    |
| Укупно            | 364         | 343         |